# Julia Barr
Julia Barr (Fort Wayne, 8 de fevereiro de 1949) é uma atriz estadunidense. Ela é mais conhecida por seu papel na novela All My Children, interpretando a personagem Brooke English. 

## Prêmios e indicações
Sua interpretação de Brooke rendeu a Barr oito indicações ao Daytime Emmy Award (1980, 1981, 1990, 1991, 1993, 1994, 1998 e 2001), ganhando o prêmio em 1990 e novamente em 1998 como "Melhor Atriz Coadjuvante".

## Vida pessoal
O primeiro casamento de Barr, com Richard Barr, terminou em divórcio. Seu segundo marido é Richard Hirschlag. Juntos, eles têm uma filha chamada Allison, que também é atriz; ela apareceu brevemente como Lizzie Spaulding em Guiding Light..